# Personennamendatei
Personennamendatei (PND) je bila međunarodna autoritetska datoteka (normativna datoteka) za organiziranje osobnih imena iz kataloga. Većinom se rabila za dokumentiranje u knjižnicama i također u arhivima i muzejima. 
Korijeni sežu u svibanj 1987. i susret njemačkih i francuskih stručnjaka na DBI-ju. Prvi su podatci izgrađeni 1989. godine iz podataka iz Bavarske nacionalne knjižnice (nje. Bayerische Staatsbibliothek) i SUB Göttingen na Njemačkom knjižničkom institutu (DBI) preko obuhvata starih podataka. PND je građena od 1995. do 1998. godine, uz financijsku podršku koji je davao Deutsche Forschungsgemeinschaft. PND je narasla do 2 milijuna natuknica. Za svaku osobu bio je zapis s imenom, rođenjem i zanimanjem povezan s jedinstvenim identifikatorom, PND brojem.
S drugim dvama velikim njemačkim normativnih datotekama, Gemeinsame Körperschaftsdatei (GKD) i Schlagwortnormdatei (SWD), krajem travnja 2012. integrirana je u novoosnovanu Gemeinsame Normdatei (GND), kojom upravlja Njemačka nacionalna knjižnica (nje. Deutsche Nationalbibliothek, DNB).
Unutar projekta Virtual International Authority File (VIAF) PND je bila preko suglasnih podataka povezana s drugim nacionalnim normativnim datotekama.
Slične su datoteke:
- Library of Congress Name Authority File (LCNAF)[2]
- Union List of Artist Names (ULAN)

## Vanjske poveznice
- DNB PND